# John Raphael Bocco
John Raphael Bocco est un footballeur international tanzanien né le 5 août 1989 à Dar es Salam. Il évolue au poste d'attaquant à Simba SC.